# I Jornadas por la Liberación de la Mujer
Las I Jornadas por la Liberación de la Mujer o Primeras Jornadas por la Liberación de la Mujer fue el primer congreso feminista que tuvo lugar en España tras la dictadura, pocos días después de la muerte de Francisco Franco. Se celebraron de forma semiclandestina los días 6, 7 y 8 de diciembre de 1975 en el colegio Montpellier de Madrid. Acudieron mujeres de diferentes provincias y organizaciones y su resultado fue una resolución política que marcó la agenda feminista de la transición española.

## Contexto
A finales de 1975, varios grupos que llevaban un tiempo desarrollando actividad feminista se coordinaron e impulsaron las I Jornadas por la Liberación de la Mujer, coincidiendo con el Año Internacional de la Mujer. Uno de los colectivos más destacados fue el Movimiento Democrático de Mujeres, extendido por distintas regiones y con una infraestructura. Hubo una actividad frenética para organizarlas, entre reuniones de septiembre a diciembre, preparación de las ponencias y preocupación para velar por la seguridad de todas las mujeres implicadas.
Surgieron dudas sobre celebrarlas ante la situación política del país, ya que el 26 de agosto se promulgó el Decreto-Ley sobre prevención del terrorismo que endurecía las normas del Código Penal y de la Ley de Orden Público. Cuando Franco murió el 20 de noviembre, algunas organizadoras plantearon que podía ser una temeridad continuar con el evento. Finalmente, decidieron continuar y se celebraron los días 6, 7 y 8 de diciembre en el Colegio Mayor Montpellier de Madrid, gestionado por monjas, a las que dijeron que iba a tener lugar un acto con motivo del Año Internacional de la Mujer, sin más explicaciones.

## Desarrollo
Al colegio Montpellier acudieron más de 500 mujeres entre profesionales liberales, amas de casa, empleadas de hogar, obreras, administrativas, etc., que representaban las diversas tendencias feministas existentes en España. Procedían de las siguientes ciudades y regiones: La Coruña, Albacete, Alicante, Barcelona, Canarias, Cartagena, Castellón, Ferrol, Jaén, Logroño, Madrid, Málaga, Murcia, Salamanca, Santander, Sevilla, Valencia, Valladolid y Zaragoza. 
Acudieron representantes de las siguientes asociaciones:
- Asociación Española de Mujeres Universitarias (Barcelona y Madrid)
- Asociación de Amas de Casa (Valladolid)
- Asociación de Mujeres de Hogar (Torrelavega, Santander)
- Asociación Universitaria para el Estudio de los Problemas de la Mujer (Madrid)
- Centro Social de La Florida de Hospitalet (Barcelona)
- Dos asociaciones de vecinos de Valencia
- Hermandad Obrera de Acción Católica Diocesana (HOAC, Madrid)
- Movimiento Apostólico Seglar (Madrid)
- Movimiento Democrático de Mujeres
- Mujeres enlaces sindicales (Madrid)
- Subcomisión Femenina del Ateneo Mercantil (Valencia)
- Varias mujeres miembros del Seminario de Estudios Sociológicos de la Mujer, a título personal
- 24 asociaciones de amas de casa de Madrid

La Asociación Española de Mujeres Separadas no asistió a la celebración de las jornadas por prudencia ante la situación en España.
Durante tres días, en las jornadas se debatieron varias ponencias: Mujer y sociedad; Mujer y educación; Mujer y familia; Mujer y trabajo; Mujer y barrios; Mujer rural y Movimientos feministas. También surgieron temas como la doble militancia (en partidos políticos y grupos de mujeres) y la militancia única, la autonomía del movimiento o la consideración de la mujer como clase social. También hablaron de las reivindicaciones feministas: educación, trabajo, leyes, familia, sexualidad, divorcio, anticoncepción y aborto.

## Conclusiones
Las jornadas pusieron de manifiesto que había proyectos feministas muy distintos y una gran variedad de formas de entender la liberación de la mujer. Al final de las jornadas, se redactó una "Resolución" que no firmaron 107 asistentes y, que a su vez, elaboraron una declaración a la opinión pública en la que explicaban sus discrepancias.
La resolución del grupo de Amas de Casa Castellanas y de Madrid, HOAC y varias comisiones y vocalías de la mujer de distintos lugares de España, fue la que obtuvo más votos. Acordaron enviar al rey un telegrama y un comunicado protestando por unas detenciones efectuadas en una concentración ante la Cárcel de Carabanchel el día 7 en la que participaron asistentes a las jornadas. También pidiendo la amnistía para las mujeres presas por conductas tipificadas en el Código Penal y en la Ley sobre peligrosidad y rehabilitación social (aborto, anticoncepción y prostitución), la amnistía general y la derogación del decreto-ley Antiterrorista.

El documento final incluía exigencias acordadas en los debates de las ponencias. En cuanto al tema de Movimientos Feministas, que suscitó una polémica discusión, tuvo los siguientes puntos de acuerdo:  
“La necesidad de un Movimiento Feminista de masas, pluralista, independiente de los partidos políticos, del Estado, y de las organizaciones sectoriales. La necesidad de lograr las libertades democráticas para que dicho movimiento pueda desarrollarse y cumplir el papel que está llamado a jugar. La liberación de la mujer sólo será posible con un cambio total de las estructuras jurídicas, ideológicas, políticas y económicas la oprimen y discriminan”. 
Las conclusiones de las jornadas se aprobaron definitivamente en la reunión de la Coordinadora Estatal de 14 de febrero de 1976. 